# 達孝太
達 孝太（たつ こうた、2004年3月27日 - ）は、大阪府堺市出身のプロ野球選手（投手）。右投右打。北海道日本ハムファイターズ所属。

## 経歴

### プロ入り前

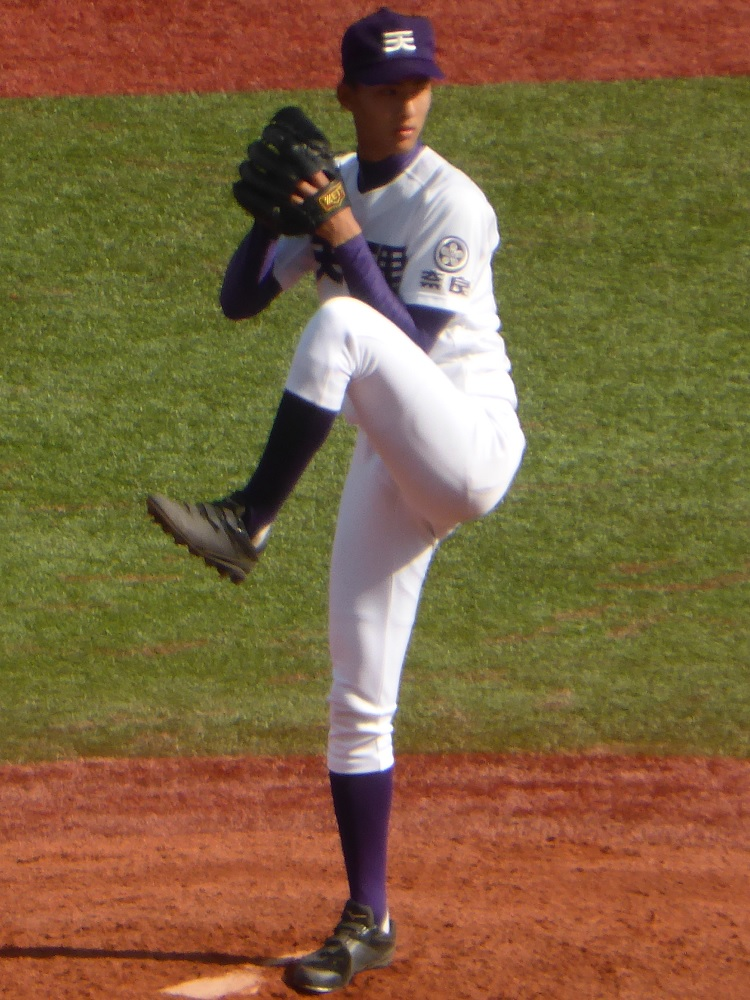
2019年11月18日 天理高校時代

堺市立浜寺昭和小学校4年生の時に少年軟式野球のクラブチーム高石スワローズで軟式野球を始め捕手としてプレー、小学校6年生で178cm。堺市立浜寺南中学校では硬式野球のクラブチームである泉州阪堺ボーイズに所属し、投手と一塁手を兼任、成長痛もあり思うようなプレーができず無名の2番手投手だった。中学2年生の時、天理が甲子園ベスト4に進んだ試合を見て天理の魅力を感じ、天理高校から誘いがあった際は迷わず進学を決めた。
2019年、天理高等学校に進学。入学時は最速120km/h台であったことや打撃が良かったことから中村良二監督には打者としての方が期待されていた。達本人も「エースになれるとは思っていなかった」が、成長痛が落ち着き、練習に励み始めると球速を伸ばしていく。1年夏から背番号19でベンチ入り。同年秋の近畿大会決勝で公式戦初先発し、大阪桐蔭を相手に8回途中4失点の粘投で勝利投手となった。2年春の第92回選抜高等学校野球大会への出場が決定していたが、新型コロナウイルスの影響で同大会と、同年夏の第102回全国高等学校野球選手権大会が中止となった。その後県で行われた独自大会ではベンチ入りしなかったが、2020年甲子園高校野球交流試合ではベンチ入りし、救援登板した。同年秋からエースとなり、近畿大会でベスト8に進出して3年春の第93回選抜高等学校野球大会に1学年下の戸井零士と共に出場。宮崎商業との1回戦で1失点完投勝利し、健大高崎との2回戦では2安打完封勝利。仙台育英との準々決勝では8回3失点で勝利しベスト4に進出したが、この試合で左脇腹を痛めた。東海大相模との準決勝では脇腹の状態を考慮して登板を回避し、チームは敗れた。その後夏の奈良県大会では怪我で離脱していた時期があったことなどを理由に、背番号11でベンチ入りした。法隆寺国際との準々決勝で3安打完封勝利したが、続く高田商業との準決勝では救援登板して逆転サヨナラ負けを喫し、2季連続での甲子園出場を逃した。10月11日に行われたドラフト会議にて、北海道日本ハムファイターズから単独1位指名を受けた。11月6日、契約金1億円、年俸1000万円で仮契約を結んだ（金額は推定）。背番号は16。担当スカウトは熊崎誠也。

### 日本ハム時代
2022年、9月25日に行われた東北楽天ゴールデンイーグルス戦でプロ初登板を果たし、3回を無失点と好投した。一軍ではこの1試合のみの登板にとどまり、二軍でも13試合登板で0勝4敗、防御率6.26に終わった。11月24日、現状維持となる推定年俸1000万円で契約を更改した。
2023年は一軍登板なしに終わり、二軍でも14試合登板、2勝5敗に終わった。夏に右肩を負傷し、以降はリハビリに務めた。オフに現状維持となる推定年俸1000万円で契約を更改した。
2024年は、シーズン終盤の10月3日の千葉ロッテマリーンズ戦で2年ぶりの一軍先発登板を果たし、5回76球3安打4奪三振無失点という内容でプロ初勝利を挙げた。11月26日、前年度から50万円増の推定年俸1050万円で契約を更改した。12月には自費で単身渡米し、アリゾナ州で自主トレーニングを行った。
2025年は二軍で5試合（4先発）に登板し、イースタン・リーグトップの防御率0.35を記録すると、5月4日の埼玉西武ライオンズ戦でシーズン初登板初先発となり、6回1失点の好投でシーズン初勝利を挙げた。その後は投げ抹消が4度ありながら、先発陣の一角を担って白星を積み重ね、6月29日の西武戦では9回4安打1四球8奪三振1失点の内容でプロ初の完投勝利。高木勇人・山下舜平大・武内夏暉が保持していた『デビューから全て先発登板での連勝』のNPB記録（5連勝）を更新した。7月14日の西武戦でも1失点完投勝利を挙げるなど、前半戦終了時点では8試合に先発登板し、6勝0敗・防御率1.12を記録。監督選抜で初のオールスターに選出され、球宴第2戦の8回裏から7番手として登板し、2回1失点ながらセーブを挙げた。球宴前の7月15日に出場選手登録を抹消されており、同31日の福岡ソフトバンクホークス戦（球宴から中6日）で後半戦初先発となったが、5回5失点でプロ初黒星。自身が持つ『デビューから全て先発登板での連勝』のNPB記録が7連勝で止まった。

## 選手としての特徴
194センチの長身から投げ下ろす「速くて、スピン量が多くて、ホップしている」と本人も自負するストレートが武器。最速は156km/hを計測している。
変化球は、決め球のフォークを筆頭に、スライダー、カットボール、カーブ、チェンジアップ、ツーシームなどを投じる。
度胸満点の強気な性格も武器。2025年7月14日、ビジターでの西武戦は4万人以上の観客が集まり、7回裏に一塁走者への牽制球を投じると、スタンドからは大ブーイングが起こったが、「牽制したらブーイングが凄かったので。ちょっと楽しくなってきて、もう1球投げちゃいました(笑)。もう1回（ブーイングを）聞きたいな、と思って。それぐらいの感覚だったので」と続けて牽制球を投じた。9回裏も「気持ちは楽だった」と3者凡退に抑え、この試合では完投勝利を挙げた。
高校時代に、投球動作分析「motus」（モータス）で振り下ろす右肘の角度を測ったところ、165km/hを投げるポテンシャルがあると言われて自信になったが、球速よりも回転数にこだわり、センバツで自己最速タイ記録（146km/h）に対しての質問には「球速は出る分にはいいことですけど、いま、求めることではないかなと思っています」と答えていた。
爪にボールが引っかかり割れた経験から、爪の強化の必要性を感じを保護するために中学3年生の頃からネイルサロンに通っている。
ボールの回転数や変化量を測定できる「ラプソード」をダルビッシュ有が使っているのを見て興味を持ち、父親に頼み込みプレゼントされた際には父親には「絶対に（活躍して）返せよ」と言われた。ラプソードはチームメイトにも貸出し、部として活用していた。
高校時代からメジャーリーガーの投球を分析した本を愛読し、メジャーリーガーの投球動画を日々チェックしている。ドラフト指名時には、人体の仕組みや役割が解る解剖学『プロメテウス』と栄養学にもはまっていた。

## 人物
2004年3月27日、大阪生まれ。この日に大阪ドームで後に入団することになる北海道日本ハムファイターズの公式戦初戦（対近鉄戦）が行われていた。2025年6月10日に北海道日本ハムファイターズの通算1500勝を達成した際の勝利投手となり、その縁が話題となった。
父親は元高校球児で、社会人軟式野球チームでプレー後に監督も務めていた。その関係で野球道具が家にあり、達も自然と野球と始めた。教育方針として『思ったことは口にしなさい』と低い目標ではそれに準じた努力しかしない理由から、『手が届きそうな夢ではなく高い目標を持て』と育てられた。愛称は「こた」。
趣味は野球で、高校時代にトレバー・バウアーの影響で野球オタクになりその手のエピソードが多い。高校時代は常に室内練習場におり、成人式の日も出席せず気がついたらグランドにいた。
KREVAのファンで登場曲にもKREVAの曲を使用しており、イベントやライブにも出向いている。また、KREVAと達の父親は生年月日が同じである。

## 詳細情報

### 年度別投手成績
| 年 度     | 球 団     | 登 板 | 先 発 | 完 投 | 完 封 | 無 四 球 | 勝 利 | 敗 戦 | セ 丨 ブ | ホ 丨 ル ド | 勝 率 | 打 者 | 投 球 回 | 被 安 打 | 被 本 塁 打 | 与 四 球 | 敬 遠 | 与 死 球 | 奪 三 振 | 暴 投 | ボ 丨 ク | 失 点 | 自 責 点 | 防 御 率 | W H I P |
| --------- | --------- | ----- | ----- | ----- | ----- | -------- | ----- | ----- | -------- | ----------- | ----- | ----- | -------- | -------- | ----------- | -------- | ----- | -------- | -------- | ----- | -------- | ----- | -------- | -------- | ------- |
| 2022      | 日本ハム  | 1     | 1     | 0     | 0     | 0        | 0     | 0     | 0        | 0           | ----  | 12    | 3.0      | 1        | 0           | 3        | 0     | 0        | 0        | 0     | 0        | 0     | 0        | 0.00     | 1.33    |
| 2024      | 日本ハム  | 1     | 1     | 0     | 0     | 0        | 1     | 0     | 0        | 0           | 1.000 | 18    | 5.0      | 3        | 0           | 0        | 0     | 0        | 4        | 0     | 0        | 0     | 0        | 0.00     | 0.60    |
| 通算：2年 | 通算：2年 | 2     | 2     | 0     | 0     | 0        | 1     | 0     | 0        | 0           | 1.000 | 30    | 8.0      | 4        | 0           | 3        | 0     | 0        | 4        | 0     | 0        | 0     | 0        | 0.00     | 0.88    |

- 2024年度シーズン終了時

### 年度別守備成績
| 年 度 | 球 団    | 投手  | 投手  | 投手  | 投手  | 投手  | 投手     |
| 年 度 | 球 団    | 試 合 | 刺 殺 | 補 殺 | 失 策 | 併 殺 | 守 備 率 |
| ----- | -------- | ----- | ----- | ----- | ----- | ----- | -------- |
| 2022  | 日本ハム | 1     | 0     | 0     | 0     | 0     | ----     |
| 2024  | 日本ハム | 1     | 0     | 0     | 0     | 0     | ----     |
| 通算  | 通算     | 2     | 0     | 0     | 0     | 0     | ----     |

- 2024年度シーズン終了時

### 記録

#### 初記録
投手記録
- 初登板・初先発登板：2022年9月25日、対東北楽天ゴールデンイーグルス24回戦（札幌ドーム）、3回無失点で勝敗つかず[73]
- 初勝利・初先発勝利：2024年10月3日、対千葉ロッテマリーンズ25回戦（ZOZOマリンスタジアム）、5回無失点[27]
- 初奪三振：同上、2回裏に和田康士朗から空振り三振
- 初完投・初完投勝利：2025年6月29日、対埼玉西武ライオンズ11回戦（ベルーナドーム）、9回1失点[40]

打撃記録
- 初打席：2025年6月17日、対読売ジャイアンツ1回戦（東京ドーム）、2回表に井上温大から見逃し三振

#### その他の記録
- 初勝利・初先発勝利から先発のみで7連勝 ※NPB記録[49]
- オールスターゲーム出場：1回（2025年）

### 背番号
- 16（2022年[19] - ）